# Spelletich Bódog
Spelletich Bódog (Szabadka, Bács-Bodrog vármegye, 1815. május 12.– Tóváros, Komárom vármegye, 1890. augusztus 25.) jogász, magyar birtokos nemesi család sarja, az 1848-49-es magyar szabadságharc résztvevője, nemzetőr őrnagy.

## Élete
Apja, Spelletich József, anyja, özvegy Demerácz Alajosné Plenczer Magdolna (1795–1873) úrnő volt. Spelletich Bódog jogot végzett Pesten, ügyvédi gyakorlatot folytatott, majd 1848 nyarától Bács-Bodrog vármegye szabadkai kerületének országgyűlési képviselője. 1849 február közepétől bácskai kormánybiztos, címzetes nemzetőr, őrnagy. 1849 március 5-én gyorsan szervezett nemzetőri csapatokkal megtámadta a bécsi kezdeményezésre Szabadka feldúlására készülő szerbeket. A gyorsan mozgó alakulatokkal viszonylagos rendet tudott teremteni a Délvidéken.
A világosi fegyverletétel után menekülnie kellett. Rövid ideig egy lengyel grófnő rejtegette Galíciában. Innen Hamburgba, Londonba, majd 1850-ben Amerikába emigrált. Anyja, előbb Spelletich Józsefné, később Demerácz Alajosné, időben el tudta adni a szabadkai birtokot, így Davenport mellett (Iowa) nagyobb földbirtokot vásárolt. Az iowai földbirtok értéke gyorsan emelkedett mintegy tizenötszörösére, mert hamarosan vasutat és gőzkompot kapott a város. Spelletich Bódog 1855-ben anyjával kihozatta Amerikába három fiát és két leányát. Távollétében halálra ítélték. Amerikában a "Bódog" név latín és angol nyelv megfelelő változatát használta: "Félix".
Ádám nevű fia 1863-ban, 15 éves korában az iowai Hickory Grove-ban halt meg betegségben. Spelletich István nevű fia mint Fort Donelson hőse került be az amerikai polgárháború hadtörténelmébe. István 1868-ban halt meg a szülői házban, 24 évesen. Ekkor az apa, Spelletich Bódog birtokának egy részét eladta, a Davenport (Iowa) körül maradt birtokot és a városban felépített bérházakat pedig Mihály fiára hagyta,  1866-ban leányaival hazaköltözött. Spelletich Mihály (Szabadka, 1845. IX. 27. - Davenport, Iowa, USA, 1922. szeptember 28.) 1922-ben hunyt el, Ádám, István nevű testvérével nyugszik a családi sírboltban. (Oakdale temető, Scott County, Iowa, USA)
Itthonról Spelletich Bódog levelezett Kossuth Lajossal, s tapasztalatait hírlapi cikkekben adta közre. Nekrológja arcképével együtt a Vasárnapi Újság című hetilapban jelent meg az 1890/35. számban.

## Házassága és gyermekei
Feleségül vette 1843. szeptember 13-án Szabadkán, nemes Markovics Paulina (Szabadka, 1818. szeptember 14.–Budapest, 1890. február 19.) kisasszonyt, akinek a szülei nemes Markovics Mátyás (1763–1827), Szabadka főügyésze, tanácsosa és országgyűlési követe, és bajsai Vojnits Teréz (1772–1824) voltak. Az apai nagyszülei Spelletich József és Kleinzer Magdolna (1795–1873) voltak. Az anyai nagyszülei bajsai Vojnits Máté (1736–1795) földbirtokos és Sajnovics Erzsébet (1740–1801) voltak. Spelletich Bódog és Markovits Paulina házasságából született:
- Spelletich István (Szabadka, 1844. – Hickory Grove, Iowa, USA, 1868. május 22.), aki az amerikai polgárháborúban az északiak oldalán harcolt
- Spelletich Mihály (Szabadka, 1845. szeptember 27.–Davenport, Scott, Iowa, USA, 1922. szeptember 28.), városi hivatalnok és iskolaszéki tag Davenportban
- Spelletich Ádám Tamás (Szabadka, 1846. december 20.–1863)
- Spelletich Paulina (Szabadka, 1848. május 12. –Zalaegerszeg, 1914. április 3.), atyjának és családjának a krónikása.[11] Férje: besenyői és velikei Skublics Jenő (Bessenyő, Zala vármegye, 1839. március 10. – Zalaegerszeg, 1901. október 27.)[12]
- Spelletich Magdolna (Amity Township, Iowa, USA, 1852. március 26.–Zalaegerszeg, 1914. december 21.).[13] Férje: nemes Kovács Kálmán (Alsólendva, 1830. december 11.–Zalaegerszeg, 1889. szeptember 1.) miniszteri tanácsos, a Lipót-rend lovagja, földbirtokos.[14][15]